# Шарре-сюр-Сон
Шарре́-сюр-Сон (фр. Charrey-sur-Saône) — коммуна во Франции, находится в регионе Бургундия. Департамент коммуны — Кот-д’Ор. Входит в состав кантона Сен-Жан-де-Лон. Округ коммуны — Бон.
Код INSEE коммуны — 21148.

## Население
Население коммуны на 2010 год составляло 338 человек.
| 1962 | 1968 | 1975 | 1982 | 1990 | 1999 | 2010 |
| ---- | ---- | ---- | ---- | ---- | ---- | ---- |
| 194  | 189  | 182  | 161  | 180  | 239  | 338  |

## Экономика
В 2010 году среди 223 человек трудоспособного возраста (15—64 лет) 168 были экономически активными, 55 — неактивными (показатель активности — 75,3 %, в 1999 году было 64,6 %). Из 168 активных жителей работали 155 человек (81 человек и 74 женщины), безработных было 13 (4 мужчины и 9 женщин). Среди 55 неактивных 19 человек были учениками или студентами, 21 — пенсионерами, 15 были неактивными по другим причинам.